# 4858 Vorobjov
4858 Vorobjov eller 1985 UA är en asteroid i huvudbältet som upptäcktes den 23 oktober 1985 av den amerikanska astronomen James B. Gibson vid Palomar-observatoriet. Den har fått sitt namn efter astronomen Tomáš Vorobjov.
Asteroiden har en diameter på ungefär 3 kilometer.